# İstanbul Profesyonel Ligi
Die İstanbul Profesyonel Ligi war eine regionale Fußballliga in Istanbul, die von 1952 bis zur Gründung der landesweiten Süper Lig 1959 Bestand hatte.
Die Istanbuler Liga begann in ihrer ersten Spielzeit mit acht Mannschaften und wurde eine Spielzeit später auf zehn vergrößert. Mit der Gründung der İstanbul Profesyonel 2. Ligi, also der 2. Istanbul Profiliga, wurde die İstanbul Profesyonel Ligi auch İstanbul Profesyonel 1. Ligi genannt, ab der Saison 1957/58 stieg der Tabellenletzte ab. 
Die letzte Saison dieser Liga war die Spielzeit 1958/59. Die ersten acht dieser Saison qualifizierten sich für die neu gegründete Millî Lig (heute: Süper Lig). Die 
İstanbul Profesyonel Ligi wurde durch die İstanbul Mahallî Ligi ersetzt. Rekordsieger dieser Liga sind mit jeweils drei Titeln Fenerbahçe Istanbul und Galatasaray Istanbul, gefolgt von Beşiktaş Istanbul mit zwei Titeln.

## Geschichte
| Saison  |  | İstanbul Profesyonel Ligi-Meister |
| ------- |  | --------------------------------- |
| 1952    |  | Beşiktaş Istanbul                 |
| 1952/53 |  | Fenerbahçe Istanbul               |
| 1953/54 |  | Beşiktaş Istanbul                 |
| 1954/55 |  | Galatasaray Istanbul              |
| 1955/56 |  | Galatasaray Istanbul              |
| 1956/57 |  | Fenerbahçe Istanbul               |
| 1957/58 |  | Galatasaray Istanbul              |
| 1958/59 |  | Fenerbahçe Istanbul               |

Der türkische Fußballverband verkündete mit dem Einverständnis der türkischen Regierung am 24. September 1951 den Spielbetrieb der İstanbul Profesyonel Ligi. Zur Teilnahme waren sowohl professionelle als Amateurmannschaften aus Istanbul mit mindestens sechs Profispielern berechtigt. Die erste Spielzeit begann im Januar 1952 mit einer Hin- und Rückrunde. Die Teilnehmer waren Beşiktaş Istanbul, Beykozspor, Emniyet SK, Fenerbahçe Istanbul, Galatasaray Istanbul, İstanbulspor, Kasımpaşa Istanbul und Vefa Istanbul.
Beşiktaş Istanbul gewann die erste Saison ohne Niederlage vor Galatasaray Istanbul. Vor dem Start der Saison 1952/53 erhielten die Vereine Adalet SK und Beyoğluspor eine Teilnahmeberechtigung, wodurch die Anzahl der Teilnehmer auf zehn stieg. Die Anzahl der Profispieler wurde für die Spielzeit 1953/54 auf neun aufgestockt. Die türkische Fußballnationalmannschaft qualifizierte sich für die Endrunde der Fußball-Weltmeisterschaft 1954. Aus diesem Grund wurden sieben Spiele der Saison 1953/54 nicht ausgetragen und für August 1954 geplant, jedoch kamen die Begegnungen nicht zustande. Der Verband entschied, dass die Spiele nicht stattfinden sollten. Fenerbahçe und einige andere Mannschaften legten daraufhin Protest ein. Der türkische Fußballverband entschied am 16. August 1954 letztlich, dass die Spiele nicht stattfinden würden.

## Modus
Während einer Saison, die sich in Hin- und Rückrunde unterteilt, trafen alle 8 bzw. 10 Vereine der İstanbul Profesyonel Ligi anhand eines vor der Saison festgelegten Spielplans zweimal aufeinander. Nach jeder Partie erhielt die siegreiche Mannschaft 2 Punkte und die besiegte 0 Punkte, bei einem Unentschieden jede Mannschaft 1 Punkt. Die erreichten Punkte einer Spielzeit wurden addiert und ergeben so für jeden Spieltag eine aktuelle Rangliste der Vereine. Bei Punktgleichheit entschied das Torverhältnis über die Reihenfolge der Platzierung.

## Spielstätten
Die Begegnungen fanden im Mithatpaşa Stadyumu, Fenerbahçe Stadyumu, Şeref Stadyumu und gelegentlich im Vefa Stadyumu statt.

## Meistermannschaften
| Verein               | Meister | Vizemeister | Jahre            |
| -------------------- | ------- | ----------- | ---------------- |
| Fenerbahçe Istanbul  | 3       | 1           | 1953, 1957, 1959 |
| Galatasaray Istanbul | 3       | 4           | 1955, 1956, 1958 |
| Beşiktaş Istanbul    | 2       | 3           | 1952, 1954       |

## Rekordspieler

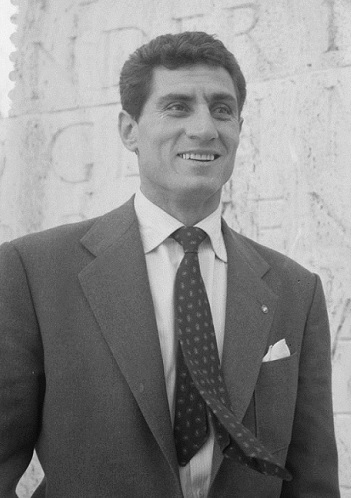
Der zweit beste Torschütze Lefter Küçükandonyadis, 1958.

| Rang | Name             | Einsätze | Zeitraum  |
| ---- | ---------------- | -------- | --------- |
| 1.   | İsmet Yamanoğlu  | 134      | 1952–1959 |
| 2.   | Aydemir Nemli    | 133      | 1952–1959 |
| 3.   | Mehmet Ekerbiçer | 132      | 1952–1959 |
| 4.   | Rahmi Denizöz    | 127      | 1952–1959 |
| 5.   | Kadri Aytaç      | 123      | 1952–1959 |
| 6.   | Mehmet Ali Has   | 117      | 1952–1959 |
| 6.   | Turgay Şeren     | 117      | 1952–1959 |
| 6.   | Nusret Ülük      | 117      | 1952–1959 |
| 9.   | İsmet Berberoğlu | 116      | 1952–1959 |
| 10.  | Nedim Günar      | 115      | 1952–1959 |

| Rang | Name                   | Tore | Einsätze | Durchschnitt |
| ---- | ---------------------- | ---- | -------- | ------------ |
| 1.   | Metin Oktay            | 77   | 66       | 1.17         |
| 2.   | Lefter Küçükandonyadis | 67   | 95       | 0.71         |
| 3.   | Kadri Aytaç            | 61   | 123      | 0.5          |
| 4.   | Aydemir Nemli          | 56   | 133      | 0.42         |
| 5.   | Burhan Sargın          | 50   | 92       | 0.54         |
| 6.   | Recep Adanır           | 49   | 98       | 0.5          |
| 7.   | İsmet Yamanoğlu        | 48   | 134      | 0.36         |
| 8.   | Nazmi Bilge            | 47   | 76       | 0.62         |
| 9.   | Suat Mamat             | 46   | 104      | 0.44         |
| 10.  | Garbis İstanbulluoğlu  | 45   | 78       | 0.58         |

## „Torschützenkönige“
| Saison  | Name                   | Mannschaft           | Tore | Einsätze | Durchschnitt |
| ------- | ---------------------- | -------------------- | ---- | -------- | ------------ |
| 1952    | Şevket Yorulmaz        | Beşiktaş Istanbul    | 19   | 14       | 1.36         |
| 1952/53 | Şevket Yorulmaz        | Beşiktaş Istanbul    | 17   | 18       | 0.94         |
| 1953/54 | Lefter Küçükandonyadis | Fenerbahçe Istanbul  | 14   | 14       | 1            |
| 1954/55 | Ali Beratlıgil         | Galatasaray Istanbul | 14   | 18       | 0.78         |
| 1955/56 | Metin Oktay            | Galatasaray Istanbul | 19   | 17       | 1.12         |
| 1956/57 | Metin Oktay            | Galatasaray Istanbul | 17   | 16       | 1.06         |
| 1957/58 | Metin Oktay            | Galatasaray Istanbul | 19   | 17       | 1.12         |
| 1958/59 | Metin Oktay            | Galatasaray Istanbul | 22   | 16       | 1.38         |